# خوشچیشوویتسه
خوشچیشوویتسه (به لهستانی:  Chościszowice) یک روستا در لهستان است که در گمینا بولسواویتس (استان سیلزی سفلی) واقع شده‌است. خوشچیشوویتسه ۶۰ نفر جمعیت دارد.